# Lipedema
Il lipedema o lipoedema (dal greco antico: λίπος?, lipos, "grasso" e οἴδημα, oídēma, "gonfiore") è una malattia progressiva, cronica ed incurabile, che si manifesta quasi esclusivamente nelle donne, con un accumulo di grasso nel tessuto sottocutaneo, in maniera circoscritta e simmetricamente localizzata portando ad un aumento sproporzionato prevalentemente nelle aree dei fianchi, natiche e gambe fino alle caviglie; in alcuni casi si manifesta anche nelle braccia. Nel suo progredire, al lipedema può associarsi un edema linfatico secondario con un quadro clinico definito lipolinfedema.
Le aree edematose possono anche essere sensibili, dolorose se sottoposte a pressione ma anche soggette a dolore spontaneo, non stimolo-dipendente. Sono inoltre inclini a manifestare ematomi ed ecchimosi anche a seguito di un minimo trauma.
Il lipedema è poco conosciuto, sotto diagnosticato, e spesso confuso con la semplice obesità, il linfedema, la malattia di Dercum ed altri disturbi che possono coesistere con il lipedema.
L'evidenza del lipedema è spesso, ma non necessariamente, connessa con il sovrappeso e l'obesità, e la riduzione dell'apporto calorico o l'aumento del dispendio energetico ha poco effetto sulla distribuzione sproporzionata dei grassi sottocutanei. 
Il lipedema può portare a gravi limitazioni della mobilità ed a problemi psicologici e sociali.
Una rara forma di lipedema si manifesta con l'accumulo del tessuto adiposo sotto il cuoio capelluto, nell'area dello scalpo, associata a volte ad alopecia.

## Storia
Identificato e caratterizzato nel 1940 da alcuni ricercatori della Mayo Clinic, il lipedema per molti anni non è stato studiato e riconosciuto.
La cresciuta prevalenza dell'obesità in alcuni paesi ha reso più evidente il disturbo di cui stampa e televisione hanno cominciato a parlare diffusamente, nonostante diagnosi differenziale e caratterizzazione siano spesso oggetto di controversia scientifica.
Solo dopo il 2015 il lipedema è stato inserito nelle principali banche dati di codifica delle malattie: MeSH, ICD-10, ICD-11, OMIM, SNOMED, Orphanet.

## Epidemiologia
Le ricerche epidemiologiche sulla prevalenza ed incidenza del lipedema sono scarse e forniscono conclusioni contrastanti.
Le difficoltà nel riconoscimento e la mancanza di consenso sui sistemi di classificazione hanno portano alcuni a considerare il lipedema una malattia rara con una prevalenza di 1 su 72000/100000, quando alcune ricerche stimano una prevalenza sulle donne tedesche di 11 su 100 ed una distribuzione globale nella popolazione femminile tutt'altro che rara. Secondo gli esperti il disturbo pare essere praticamente assente tra le donne asiatiche. Dati così discordanti possono dipendere dalla classificazione di forme di lipedema particolarmente lievi che si sovrapporrebbero a problematiche tipiche della estetica, del fenotipo ginoide e dell'obesità.

## Eziopatogenesi
L'eziologia del lipedema e di altri tipi di sproporzionati ingrossamenti del tessuto adiposo è ancora sconosciuta anche se si sospetta una causa genetica. Sono comuni i casi di familiarità. Altre possibili cause del lipedema includono un coinvolgimento ormonale, metabolico o infiammatorio.
L'ingrossamento delle masse adipose pare avere caratteri sia ipertrofici (aumento delle dimensioni degli adipociti) sia iperplastici (aumento del numero di adipociti). Come nell'obesità l'incremento nella adipogenesi comporterebbe una ipossia con conseguente accelerazione della necrosi degli adipociti e del reclutamento di mastociti. Il lipedema compare tipicamente durante la pubertà o nei periodi soggetti a importanti sbalzi ormonali ( gravidanza, menopausa ).

## Clinica

### Classificazione
Esistono due sistemi di classificazione che si riferiscono alla distribuzione della patologia e al volume di tessuto adiposo interessato. Non esiste una classificazione clinica che tenga conto della limitazione funzionale, la fibrosi, lo stato infiammatorio , la presenza o meno di dolore.
La stadiazione è puramente descrittiva del volume di tessuto adiposo.  Gli stadi in cui il lipedema viene suddiviso in letteratura sono i seguenti (Meyer-Vollrath 2004, Herbst 2015):
- Stadio 1: la cute appare liscia, piccole nodularità;
- Stadio 2: aspetto a “buccia d’arancia”, sottocute ispessito, nodularità più apprezzabili;
- Stadio 3: aspetto a “materasso”, macronodularità sottocutanee.

La tipizzazione del lipedema descrive invece la distribuzione della patologia, quali zone sono effettivamente interessate e si suddivide in 5 tipi:
- Tipo 1: gli accumuli di tessuto adiposo sono concentrati nell'area dei glutei e fianchi
- Tipo 2: il lipedema interessa glutei, fianchi e raggiunge le ginocchia,
- Tipo 3: il lipedema va dai fianchi alle caviglie
- Tipo 4: Interessamento delle braccia. Il lipedema può interessare anche l'avambraccio ad esclusione delle mani.
- Tipo 5 : il Lipedema interessa le sole gambe.

### Segni e sintomi
Un ampio consenso è stato trovato su alcuni segni e sintomi:
- Il lipedema si presenta simmetricamente, coinvolgendo entrambi gli arti
- Ipersensibilità al tatto, dolore ai tessuti molli e ai piedi sia toccati sia a riposo
- Perdita di elasticità della pelle
- Le diete restrittive caloriche hanno scarso effetto
- Suscettibilità ad ematomi ed ecchimosi
- Segno di Stemmer (la capacità di sollevare una plica cutanea pinzando la pelle tra 2 dita) negativo su piedi e mani
- Nei primi stadi, la parte superiore del corpo può rimanere snella mentre la parte inferiore del corpo si allarga e il grasso si accumula nei fianchi, nelle cosce e nelle gambe

Citati solo da alcune ricerche:
- Accumulo di grasso dalla vita alle ginocchia o alle caviglie, a volte lasciando un anello distinto di grasso sopra la caviglia, lasciando i piedi inalterati
- Cuscinetti grassi sporgenti e cadenti sopra, dentro e sotto le ginocchia e nella regione esterna delle cosce
- Problemi al ginocchio che possono portare a problemi di deambulazione
- Accumuli di grasso nella parte superiore delle braccia, a volte con grandi quantità di grasso corporeo cadente quando il braccio è disteso
- Affaticamento generale
- Stadi successivi: il grasso lipidemico può anche accumularsi nel torace, nel busto, nell'addome e nelle estremità superiori 3
- Un coinvolgimento linfatico è presente nelle fasi successive
- Il dolore cronico e problemi nella socializzazione possono portare a depressione e/o a disturbi nel comportamento alimentare
- Il grasso può diventare fibrotico

## Diagnosi
La difficoltà nel riconoscimento e caratterizzazione del lipedema può portarlo ad essere sia sotto-diagnosticato che sovra-diagnosticato.
Particolarmente complessa la differenziazione con altri disturbi con manifestazioni simili e che possono coesistere con il lipedema.
Si assume che la diagnosi si basi principalmente sull'anamnesi e sul esame fisico. Non esistono esami specifici del sangue o delle urine. Eventuali indagini strumentali (ecografiche, radiografiche, scintigrafiche, MRI) possono essere eseguite per valutare la gravità della condizione o per perfezionare la diagnosi differenziale.

## Trattamento
Non esiste consenso su un piano di trattamenti ma alcune strategie possono risultare utili per la prevenzione e per la gestione dei sintomi.
La gestione del lipedema richiede un approccio multidisciplinare che include:
- Facilitare e migliorare la capacità del paziente di curarsi da sé e far fronte all'impatto fisico e psicosociale della condizione; quando necessario, sviluppare uno stile di vita sano
- Gestione dei sintomi
- Ottimizzazione della salute e prevenzione della progressione della malattia.
- Stimolazione della pompa vascolare / linfatica mediante compressione
- Combattere la componente edematosa quando presente
- Ridurre il dolore, ove possibile
- Migliorare la forza e la resistenza muscolare
- Precauzioni alimentari e supporto psicologico
- Riduzione chirurgica del lipedema (chirurgia bariatrica, liposuzione).